# Johann Jakob Breitinger (Antistès)
Ne doit pas être confondu avec Johann Jakob Breitinger.
Johann Jakob Breitinger (né le 19 avril 1575 à Zurich, mort le 1er avril 1645 dans la même ville) est un pasteur protestant suisse, antistès de l'Église de Zurich.

## Biographie
Johann Jakob Breitinger étudie à Herborn, Marbourg, Franeker, Leyde, Heidelberg et Bâle. Il est pasteur à Zumikon, Albisrieden et professeur de logique et rhétorique au Collegium Humanitatis de Zurich. Alors pasteur de l'église Saint-Pierre de Zurich, le Grand Conseil l'élit en 1613 pasteur de Grossmünster et Antistès de l'Église de Zurich. Sixième successeur de Zwingli, il mène une pénitence et se fait connaître pour ses sermons dans lesquels il réprimande les mercenaires, la corruption ou la dette publique. Il appelle à plus de discipline et de morale pour le peuple et interdit le théâtre. Il favorise l'école primaire, l'enseignement des enfants le dimanche et le chant ecclésiastique et crée des dispensaires. Il fait en 1634 le premier recensement de la région de Zurich après l'apparition du protestantisme.
Théologiquement, il préconise la stricte doctrine de la prédestination et les confessions helvétiques. Malgré une première réaction négative du clergé, et grâce à l'intercession du diplomate néerlandais Peter von Brederode et au soutien du professeur Caspar Waser, Breitinger est délégué de Zurich 1618-1619 au synode de Dordrecht. Il prend position contre la Fraternité remonstrante. Son secrétaire est Johann Heinrich Waser.
Lors de la guerre de Trente Ans, l'Antistès soutient la présence suédoise à Zurich et récolte 35 000 florins pour les forces de la Suède dans le Saint-Empire romain germanique. Il voit dans les lieux catholiques et la Contre-Réforme de la Maison d'Autriche une menace pour le protestantisme à Zurich et préconise la modernisation du système de défense de la ville et la construction d'une nouvelle et troisième enceinte.

### Source de la traduction
- (de) Cet article est partiellement ou en totalité issu de l’article de Wikipédia en allemand intitulé « Johann Jakob Breitinger (Antistes) » (voir la liste des auteurs).